# Brickfilm
Brickfilm és un terme anglosaxó que significa "Pel·lícula de maons", és una pel·lícula feta utilitzant maons LLEC o altres joguines de construcció de plàstic similars. En general, es creen amb stop motion, animació tradicional i pel·lícules d'imatge real amb joguines de construcció de plàstic (o representacions d'ells) també es consideren normalment Brickfilms. El terme 'brickfilm' va ser encunyat per Jason Rowoldt, fundador de Brickfilms.com.

## Història
El primer brickfilm conegut, En rejse til Månen (Viatge a la Lluna), va ser creat al 1973 per Lars C. Hassing i Henrik Hassing. El vídeo de sis minuts va conjuminar l'animació amb stop motion i la imatge real, i es va gravar en Super-8. Més endavant, la pel·lícula li va ser mostrada a Godtfred Kirk Christiansen, qui va tenir una còpia personal, encara que la pel·lícula no va ser llançada al públic fins a maig de 2013, quan el creador va decidir pujar-la a YouTube.
El segon brickfilm conegut, Guerres Llec - Llec Wars, va fer-se al 1980 per Fernando Escovar. La pel·lícula de 3 minuts i gravada en 8mm no va ser llançada fins que el seu creador ho pugés a YouTube el 2 d'abril de 2007.
El tercer brickfilm conegut va ser fet entre 1985 i 1989 a Perth, Austràlia Occidental, per Lindsay Fleay, i es va titular El Portal Màgic - The Magic Portal, una pel·lícula rodada en una càmera bolex de 19mm. Va ser capturada en pel·lícula de 16 mm i les característiques animades de LLEC, plastilina, i personatges i objectes de cartró, barrejant tant l'animació Stop Motion com la imatge real. [font Portal tenia altes quanties de producció per un brickfilm, amb pressupost de cinc xifres acceptat per la Comissió de Cinema d'Austràlia. No obstant això, a causa de problemes legals amb El Grup LLEC, no va veure va tenir gran repercussió.
Més endavant es van produir Brickfilms en la sèrie Llec Campions de l'Esport, al càrrec, oficialment, del Grup LLEC al 1987. Durant aquest temps, Dave Lennie i Andrew Boyer van començar a fer "Legomation" ("Legomación") utilitzant una càmera VHS i equipament professional.
A la fi del 1990, l'era de les pel·lícules i vídeos Brickfilms va acabar en tenir fer-se les càmeres digitals cada vegada més comunes. També, Internet va permetre als Brickfilmers produir i distribuir el seu treball amb major facilitat. La fundació de Brickfilms.com l'any 2000 va reunir a la comunitat Brickfilming. Els llocs no allotjaven directament les pel·lícules, sinó més aviat les vinculaven a les pàgines en les quals es podien descarregar o emetre.
Al mateix temps, El Grup LLEC va afrontar oficialment la creació de Brickfilms amb el llançament de Lego Studios (Estudis Llec). Des de llavors, els Brickfilms s'han utilitzat per ajudar el Grup LLEC a anunciar nous temes i sets.
Al llarg de la dècada dels 2000, els Brickfilms van augmentar en sofisticació i va obtenir l'atenció dels mitjans de comunicació de tant en tant. Pel·lícules d'alt-extrem s'ofereixen sovint a efectes digitals, creats fotograma a fotograma amb editors d'imatges o inserits a través de programari de composició de vídeo.
L'Edició DVD Deluxe de Monty Python i el Sant Grial contenia un extra en forma d'un Brickfilm de la "Cançó de Camelot", produïda per Spite Your Face Productions. Des de llavors, diversos Brickfilms s'han publicat en DVD, juntament amb les pel·lícules que s'emulen, com quan Llec Star Wars: La Venjança del Maó es va presentar en el DVD Volum 2 de la sèrie de televisió del 2003 Star Wars: Les Guerres Clon.
AL 2008, l'administrador de Brickfilms.com, Schlaeps, va començar a desenvolupar un altre lloc Brickfilming que més tard es convertiria en Bricksinmotion.com. Com feia ús dels servidors de Brickfilms.com, Schlaeps va ser expulsat del lloc.
Avui dia gairebé tots els Brickfilming es realitzen amb càmeres digitals i webcams, les quals fan que l'art sigui accessible a tothom. I des de la dècada del 2010, com el vídeo d'alta definició es converteix en un comú, l'HD és el nou estàndard establert per tot Brickfilm que es precie, amb alguns animadors fins i tot considerant el 3D.
Tots els Brickfilms moderns són capturats amb càmeres digitals (de vegades en forma de càmeres web, càmeres réflex digitals o càmeres de vídeo amb la capacitat de prendre imatges). La taxa de fotogrames #estàndard per a una pel·lícula de qualitat és de 15 FPS, com un consens entre el temps de producció mínim i moviment suau. Hi ha també un cicle de moviment (caminar) de 4 fotogrames per les minifiguras en aquest framerate (ràtio de fotogrames). Un Brickfilmer expert pot utilitzar només el 12 FPS amb bons resultats, però una taxa de fotogrames inferiors es considera només per a afeccionats. Tingui en compte que alguns Brickfilms moderns, especialment el treball de Custard Productions, tenen una taxa de fotogrames molt més alta que les pel·lícules de l'època daurada de Brickfilms.com.
Abans que la pel·lícula estigui muntada, les pròpies imatges poden ser alterades per crear efectes especials fotograma a fotograma. L'edició es pot realitzar amb gairebé qualsevol programa de vídeo digital. No obstant això, els Brickfilmers més experimentats prefereixen utilitzar programari dedicat al stop motion, com el MonkeyJam gratuït i Helium Frog Animator, o programari de pagament, tals com Dragon Stop Motion. Després d'això, el programari de composició, com a Tova After Effects es pot utilitzar per afegir efectes visuals i un editor de vídeo per unir els clips de stop motion, i després afegir la banda sonora.

## Festivals de Brickfilming i comunitats
Alguns Festivals de Cinema es dediquen enterament a Brickfilms. El Hobby pel Brickfilming ha portat a la creació de diverses comunitats en línia, incloent Bricksinmotion.com i Brickfilms.com, algunes de les quals han estat cobertes en els mitjans de comunicació convencionals. Aquests festivals ofereixen molts concursos, amb molts premis reals a guanyar.